# Ataque al batallón de Monte Chingolo
El ataque al Batallón Depósito de Arsenales 601 «Domingo Viejobueno» (Monte Chingolo, Buenos Aires) fue un intento de copamiento o ataque del ERP realizado el 23 de diciembre de 1975 con el objetivo de apropiarse de armamento. El ataque, realizado bajo el  gobierno  de María Estela Martínez de Perón, constituyó la última gran acción militar del ERP, y contó con la colaboración de un integrante que realizaba su servicio militar obligatorio en esa dependencia y actuó como informante y "entregador". El ataque había sido planeado desde agosto de 1975 y tenía como fin apoderarse de aproximadamente 13 toneladas de armamento. El jefe de unidad del Batallón Depósito de Arsenales 601 era el coronel Eduardo Abud.  Se considera que la batalla o combate de Monte Chingolo fue el más importante de los ataques a unidades militares durante la década de los años 70.  
Los atacantes tuvieron 62 muertos y 32 heridos, y no lograron llevarse material alguno. Otras fuentes refieren que el ERP tuvo 53 muertos y hubo por lo menos 3 desaparecidos, pero esto no está confirmado por ninguna fuente oficial. Las fuentes cercanas al ERP y muchos estudios históricos mencionan que el Ejército Argentino  ejecutó a 23 milicianos heridos, una práctica habitual que se había  ya perpetrado en Trelew en 1972, en la masacre del ataque en Catamarca  y en esta ocasión en Monte Chingolo.  La ejecución de los prisioneros es cuestionada y negada por fuentes  afines a los militares.  Estos señalan que la  supuesta ejecución de los prisioneros no puede ser corroborado más que con fuentes parciales al ERP sin olvidar la declaración de un general del mismo Ejército Argentino responsable del operativo.  Oficialmente el ejército argentino informó que no hubo heridos ni prisioneros, pero un parte del mismo  indicaba que se tomaron y transportaron prisioneros. El mismo general Oscar Gallino, responsable de las fuerzas del ejército intervinientes en el combate, reconoció en febrero de 1991 a la  prestigiosa revista Todo es Historia,  que hubo detenidos  y que los mismos quedaron a disposición de las unidades de inteligencia. Las bajas del Ejército Argentino y las fuerzas de seguridad se calculan  entre 7 y 10 muertos. 
El objetivo político y militar que pretendía el PRT-ERP con este ataque a gran escala era apropiarse de 20 toneladas de armas y retrasar el golpe de Estado de las Fuerzas Armadas. Luis Mattini, por su parte, declaró posteriormente que: «El objetivo era recuperar una cantidad importante de armamentos para fortalecer la guerrilla instalada en Tucumán y, a la vez, producir un golpe de efecto que disuadiera o postergara la inminente intervención militar. Eran toneladas de armas y se habían dispuesto seis camiones para trasladarlas.»

## Preparativos
La preparación del ataque duró meses. El arquitecto Roberto Stegmayer (sargento Federico) preparó una maqueta del cuartel. 
El ataque sería realizado por el Batallón José de San Martín, integrado por efectivos de las compañías Héroes de Trelew, Juan de Olivera, José Luis Castrogiovanni, Guillermo Pérez, junto con elementos movilizados desde Córdoba y Tucumán. El comando táctico se ubicó en el barrio de San Telmo de la ciudad de Buenos Aires, en Perú y Cochabamba. Los efectivos totales se calculan entre 180 y 250 guerrilleros, según Yofre. Los periodistas  Anguita y Cecchini  refieren que la fuerza atacante  consistía en tres compañías que totalizaban una fuerza de 250 combatientes. Daniel Pereyra, por su parte, sostiene que la columna de ataque estaba conformada por 60 combatientes, en tanto que en las contenciones, postas sanitarias, logística, y cortes había 200 individuos más, totalizando 260 miembros del ERP.
Según el libro de Gustavo Plis Sterenberg (2003), los guerrilleros desconocían, sin embargo, que estaban infiltrados por un agente de inteligencia del Ejército: Jesús El Oso Ramés Ranier, un exmiembro de las Fuerzas Armadas Peronistas que había desertado en los primeros días del Operativo Independencia. Por medio de la información de Ranier, más los croquis encontrados en poder del jefe de logística del ERP, Juan Eliseo Ledesma, detenido, torturado y asesinado por el Ejército el 7 de diciembre, y las delaciones producidas tras esa captura (no tanto por Ledesma, sino por su segundo en logística, Elías Abdón o teniente Martín), se produjo al día siguiente el secuestro de varios familiares de Santucho (los cuales fueron liberados poco tiempo después sanos y salvos) y aún más importante, la anticipación de un gran ataque. Hay quienes dudan de estos hechos y  se considera que el PRT-ERP difundió esta historia para justificar la derrota aplastante que sufrió en este evento. Cabe mencionar que el Oso Ranier confesó posteriormente su condición de agente de los servicios secretos  ante la contra-inteligencia del PRT-ERP y fue ejecutado poco tiempo después del combate.   
La organización Montoneros había informado a la inteligencia del ERP acerca de la infiltración, pero Santucho desechó la investigación al respecto y se negó a abortar la operación ya que confiaba plenamente en la fortaleza de Ledesma. Antes de morir, Ledesma se permitió una licencia. Una tarde, un alto oficial que no era de inteligencia, quiso conversar con él.  El oficial le dijo a Ledesma: "a ver, vos, cantá...¿dónde está el gorrión Merlo" en alusión a Enrique Gorriaran Merlo. Juan Ledesma le dijo a sus captores presentes: "miren muchachos, hagan lo que quieran, fusílenme, pero saquen a este pelotudo de aquí".  
Ranier, perteneciente al área de logística del ERP, sabía del objetivo del ataque e informó a su superior de inteligencia del ejército. Pereyra (2004) afirma que ya algunos militantes del PRT desconfiaban de Ranier. Nélida "Pola" Augier, encargada de la contra inteligencia del ERP, reconoce que  Ranier venía siendo cuestionado hace un tiempo.  El "Oso" estaba infiltrado hace 15 meses y era chofer de Logística del ERP. Conocía muchas casas de seguridad de la organización y era "sargento armero" por su habilidad para resolver problemas técnicos de las armas. Ranier no era militante del PRT, aunque sí miembro del ERP y evitaba participar de enfrentamientos armados.
El 10 de diciembre de 1975, luego de la caída de Ledesma, el Buró Político del PRT debatió respecto de la conveniencia de continuar o no con la operación. Santucho manifestó que se había analizado la situación y no había riesgo de delación por la caída de Ledesma.  Desaparecido Ledesma, la operación quedaría al mando de Carrizo, Hugo Irurzún se haría cargo de las contenciones en los alrededores del cuartel, el capitán Abigail Attademo estaría al frente de la columna principal de ataque y Benito Urteaga controlaría la operación desde el exterior. Se había decidido que Santucho no debería participar y Gorriaran Merlo estaba sancionado. 
El 18 de diciembre cayeron detenidos el capitán Jorge Arreche y el sargento Jorge Oscar Pinto, ambos miembros del ERP. Pinto era el jefe de logística de la compañía del ERP "Juan de Olivera". Daniel de Santis (2010) ha escrito que todos estos hechos ameritaban una prudente  suspensión de la operación. Arreche tenía un papel con el detalle de las contenciones, es decir, de los puntos a cortar para evitar la llegada de refuerzos. La captura de los responsables de las contenciones en los puentes permitió al Ejército Argentino deducir —correctamente— que el blanco sería el Batallón de Arsenales «Viejobueno», dejando a la guerrilla sin su principal ventaja, el factor sorpresa. El ejército montó un contra cerco alrededor del cuartel y redujeron la cantidad de personal en el mismo a fin de dar la impresión de un debilitamiento que indujera al ERP a lanzar su ataque. Como contrapartida, se reforzó la defensa del Batallón y se puso en alerta a varios regimientos, al Comando de Operaciones Navales de la Armada, a la Policía Federal, así como a las Unidades Regionales 1, 2, 3 y 7 de la Policía de la Provincia de Buenos Aires.
Los  periodistas Eduardo Anguita y Daniel Cecchini afirmaron haber tenido acceso a una serie de documentos desclasificados del Ejército Argentino fechados en 1992  que desmentían la hipótesis de que el batallón habría recibido información del inminente ataque por parte de la inteligencia militar y se habría preparado para la defensa del cuartel. Según esta documentación, el cuartel contaba en ese momento con el personal de seguridad habitual,  es decir la guardia más un retén compuesto por un oficial subalterno, 3 suboficiales y 12 soldados.Esto parecería indicar  que  la hipótesis sobre el conocimiento previo que tendría el Ejército  Argentino sobre el ataque es falsa. Sin embargo existen versiones diferentes respecto al supuesto hecho de la obtención de  información previa sobre el ataque o  si hubo o no preparativos especiales de defensa por parte de los defensores. La controversia entre los historiadores  e investigadores continúa. El periodista Juan Bautista Jofre considera que el Ejército Argentino logró deducir el lugar del ataque la noche anterior al mismo. Yofre comenta que el general Albano Harguindeguy le expresó: «Un día antes del ataque en Monte Chingolo, Valín pidió hablar urgentemente conmigo. Era de noche y no quería recibirlo porque estaba descompuesto. Valín insistió y le respondí que viniera. Me trajo dos hojitas escritas a mano. Parecía letra de médico, no se entendía nada, pero se nos informaba que el ERP iba a atacar una unidad del ejército. En la otra hojita se habían apuntado todos los bloqueos de rutas y puentes y cuando lo analizamos sobre un mapa vimos que el centro de atención era el Depósito Domingo Viejo Bueno de Monte Chingolo. Lo analicé con los coroneles Alberto Alfredo Valín, jefe del Batallón 601 de Inteligencia y Edgardo Calvi. Por su parte el periodista Ricardo Ragendorfer en su libro Los Doblados afirma algo similar: el general Albano Harguindeguy había convocado al coronel  Abud, jefe de unidad del Batallón de Arsenales 601,  para advertirle del inminente ataque.  Ragendorfer toma como fuente al agente de inteligencia Carlos Españadero.  

### Anillos de contención
Las fuerzas del Batallón Urbano en formación «José de San Martín» del ERP a las que se sumó un refuerzo de entre 30 y 40 guerrilleros recién llegados de Tucumán, iniciaron las acciones con el corte de los nueve puentes sobre el Riachuelo que unen la Capital Federal y el oeste con el sur del Gran Buenos Aires. Se hostigó a las brigadas de la policía provincial de Quilmes, Avellaneda y Lomas de Zamora, así como al Regimiento de Infantería 7 de La Plata y al Batallón de Comunicaciones 601 de City Bell. Asimismo, se interrumpió el tránsito en los dos caminos que unen La Plata con el sur de Gran Buenos Aires y se tendieron dos anillos de contención alrededor del cuartel de Monte Chingolo. El combate fue encarnizado en muchos de esos puntos, algunos con particular éxito, como el de la Avenida Pasco y en el Puente La Noria, en donde se reportó que unos 30 francotiradores del ERP abrieron fuego contra el destacamento de camineros y la sub-comisaría de la zona. Por otro lado, en el puente del camino de Cintura sobre el río Matanza, una escuadra del ERP, mal armada, cruzó un número de automóviles particulares y un camión cisterna, derramando el gasoil que contenía y provocando un incendio.
Pereyra señala que Luis Mattini reconoció que las unidades del ERP que participaron en las contenciones no contaban con armamento adecuado y les escaseaban las municiones. Se trataba además de pequeñas unidades. La contención se basaba en obstáculos en el tránsito. De hecho se logró apenas retardar la llegada de refuerzos pero no se logró impedir el paso.  

### Combates en el Batallón
Alrededor las 18:50, unos 70 guerrilleros de la compañía de asalto al mando de Abigail Attademo (capitán Miguel) iniciaban el asalto al cuartel. La avanzada encargada de violentar el portón de entrada estaba compuesta por un camión a la cabeza, seguido de nueve autos. La columna del ERP ingresó con sus vehículos y se abrió en abanico. El coronel Eduardo Abud y el mayor Roberto Barczuk los esperaban con una ametralladora FN MAG en la torre de agua. La columna principal, que transportaba unos 55 guerrilleros según otras fuentes, se abrió paso dividiéndose en dos a fin de rodear la Guardia Central, pero debió detenerse luego de veinte metros al encontrarse con zanjas y montículos. Fueron inmediatamente recibidos por fuego de ametralladora  MAG; una ubicada en el puesto de guardia y otras empleadas por soldados que se hallaban atrincherados en pozos de zorro. Allí se produjeron las primeras bajas del ERP. Un segundo grupo de 17 guerrilleros de la sección Logística ingresó en una camioneta Ford F-350 por la parte posterior de la guarnición.
Los guerrilleros lograron desalojar la guardia central y una de las compañías pero no pudieron progresar más allá de esos dos puntos. Se reagruparon para proceder a ocupar el resto del cuartel cuando llegaron los refuerzos de los militares. Dos M113 del Regimiento de Infantería 3 penetraron hacia las 21:00 en el complejo, luego de haber rebasado todas las contenciones del ERP, y comenzaron a disparar a los insurgentes con sus ametralladoras de 12,7 mm. Acudieron al lugar, efectivos de los Regimientos de Infantería 1, 3 y 7, del Regimiento de Granaderos a Caballo, del Grupo de Artillería 1, del GADA 601, del Batallón de Aviación de Ejército 601, la Compañía Policía Militar 601 y el Destacamento Móvil 1 de la Gendarmería Nacional Argentina. Los guerrilleros de la compañía de ataque lograron retirarse e ingresaron a la villa aledaña al cuartel. Habían sufrido 13 muertos y tenían 3 heridos graves.
El Batallón y la villa aledaña se transformaron en un infierno de tiros, explosiones y luces. A las 21:47, dos bombarderos Canberra lanzaron bengalas, mientras helicópteros artillados iluminaban el área con reflectores, permitiendo a efectivos del Ejército y la Policía bonaerense batir la zona en busca de aquellos combatientes que, heridos, habían logrado escapar y buscaban resguardo. Un cronista que se encontraba presente comparó los sucesos con la guerra de Vietnam. 
Urteaga estaba sobrepasado por los acontecimientos. A las 23:00 volvió a comunicarse con Santucho y solicitó autorización para ordenar el repliegue, a lo que Santucho accedió. Hacia la 01:00 del 24 de diciembre, Urteaga perdió el contacto con buena parte de las unidades que aun se encontraban dentro del Batallón de Arsenales.
Pasada la medianoche, se escuchaban ráfagas en la Villa IAPI donde se efectuaron numerosos allanamientos, patrullajes al tiempo que los helicópteros del Ejército realizaron vuelos rasantes. 
Un escribiente militar dejó asentado en el parte que a las 03:30, unas siete horas después de comenzado el ataque y habiendo ya finalizado, «el capitán Lazzarano con cinco vehículos marcha a transportar detenidos, custodiados por la fracción al mando del teniente Silvani». Media hora más tarde, señaló el regreso de la columna con los detenidos. A partir de este momento, el registro se limita reflejar los preparativos efectuados para recibir la visita del Teniente General y futuro dictador, Jorge Rafael Videla.
En los puntos de contención alrededor del cuartel, los guerrilleros sufrieron 12 muertos y 10 desaparecidos.

## Bajas, detenciones y ejecuciones extrajudiciales
El ERP sufrió más de 90 bajas. De los 62 que murieron en el combate, nueve no pudieron ser identificados debido a que sólo eran conocidos por su nombre de guerra. Unos 25 heridos fueron evacuados por sus compañeros. Por su parte, las fuerzas armadas y de seguridad tuvieron entre siete y diez muertos y 34 heridos. María Seoane sostiene que las bajas militares fueron siete. El Ejército Argentino no tomó prisioneros aunque sí hubo desaparecidos. En 1990, el Equipo Argentino de Antropología Forense descubrió que las inhumaciones de los guerrilleros no fueron registradas en los libros oficiales del cementerio de Avellaneda y muchos de los cuerpos según relatos de los familiares fueron masacrados.
El propio general Oscar Gallino, responsable de la defensa en el Batallón de Arsenales, reconocería en 1991 que se produjeron detenciones y que un número de prisioneros quedaron a disposición de las unidades de inteligencia del I Cuerpo de Ejército. En ningún caso se han confirmado las acusaciones de desapariciones o ejecuciones sumarias si bien cabe mencionar que se continúan las investigaciones judiciales  al respecto. Un soldado conscripto, asistente de un alto oficial que participó de aquellos hechos declaró que la noche siguiente al ataque  los militares llevaron a un galpón a varios detenidos, los pusieron en hilera y los fusilaron.  En diciembre del año 2021 la Secretaría de Derechos Humanos de la Nación solicitó ser querellante en la causa que investiga crímenes de lesa humanidad durante y después del intento de copamiento.
Los cadáveres de 49 guerrilleros fueron sepultados en una fosa común en el cementerio de Avellaneda. Algunos obreros del cementerio presentes en el entierro recuerdan la hilera de cuerpos desnudos que presentaban en algunos casos amputaciones de ambas manos. En 2006 se accedió a la documentación del entierro de los 49 cuerpos.
Entre las bajas de las fuerzas armadas y  de seguridad se encuentran  el soldado conscripto Roberto Caballero, el sargento ayudante Roque Carmelos Cisterna, el soldado conscripto Enrique Grimaldi del BIM 3 (Batallón de Infantería de Marina 3, el capitán Luis María Petruzzi y  el teniente primero José Luis Spinassi.

## Consecuencias
La conducción del ERP intentó justificar el desastre militar de Monte Chingolo con la crisis interna de la Fuerza Aérea Argentina de días antes que había acabado con el pase a retiro del comandante en jefe, brigadier general Héctor Fautario, y su reemplazo por el brigadier general Orlando Ramón Agosti.
El ERP afirmó que su objetivo era demorar la consumación de un nuevo golpe de Estado en preparación. Si bien el intento golpista de la Fuerza Aérea fracasó, el golpe de Estado ocurrió efectivamente el 24 de marzo de 1976. 
En la Navidad de 1975, Mario Roberto Santucho se reunió con parte de su familia. Su hermano Julio Santucho recordó: "Robi estaba deprimido, casi no hablaba y tampoco comió. Fue la primera vez que le escuché decir «algo anda muy mal, Julito, nos estamos equivocando". Bohoslavsky y García, a su vez, señalan en su libro que Monte Chingolo generó tristeza y temor en la militancia perretista.
El 27 de diciembre, el Buró Político del PRT determinó que lanzar la operación en conocimiento de indicios de que el enemigo pudiera estar alertado constituyó un grave error. Se subestimó al enemigo y además habían déficits de tipo militar en el ERP. Era necesario incrementar el nivel de formación militar de los milicianos del ERP (De Santis,2010).  
Santucho, sin embargo, calificó a la acción como "derrota militar pero triunfo político". De Santis (2010) considera que no se trató de un triunfo político porque el ataque incrementó el reflujo político que se percibía ese año. El resultado de la batalla desalentó  y desanimó a las masas. Arnold Kremer Balugano (Luis Mattini) el sucesor de Mario Roberto Santucho en 1976, en su libro “Hombres y mujeres del PRT-ERP” escribió que la consigna “una derrota militar y un triunfo político” era inentendible. Pereyra menciona que Luis Mattini posteriormente consideró al ataque como un acto desesperado y una muestra de aventurismo político por parte de la conducción del PRT-ERP.
El espía del Servicio de Inteligencia del Ejército (SIE), el "Oso" Ranier, fue identificado y secuestrado por el ERP, interrogado durante toda una noche y al otro día procedieron a ejecutarlo. El 13 de enero de 1976, fue ejecutado mediante dos inyecciones de veneno administradas por el capitán Manolo, médico de la Compañía de Monte Ramón Rosa Jiménez. Su cuerpo fue dejado en el barrio de Flores, en Capital Federal.

## Documentales
El documental "Avompla. Antes de Navidad”, retrata lo sucedido en la toma del batallón de arsenales, narrado por vecinas del barrio y militantes que fueron testigos de la masacre. La directora, Adriana Lewczuk, se formó en el Instituto de Arte Cinematográfico de Avellaneda. El  documental  denuncia la  excesiva  respuesta militar dada por las fuerzas armadas  a este fallido copamiento como una masacre, esgrimiendo que, desde hacía muchos años, al torturar, vejar y fusilar a los prisioneros era parte de las prácticas habituales de las fuerzas armadas  en el marco de la doctrina de seguridad nacional,  por lo cual  las mismas  no respetaban las convenciones básicas de la guerra estipuladas en los tratados de Ginebra. Otro documental que se puede consultar es "Gaviotas blindadas. La historia del PRT-ERP" del grupo de cine Mascaró. 